# 利普諾湖
54°00′28″N 17°49′44″E / 54.007778°N 17.828889°E

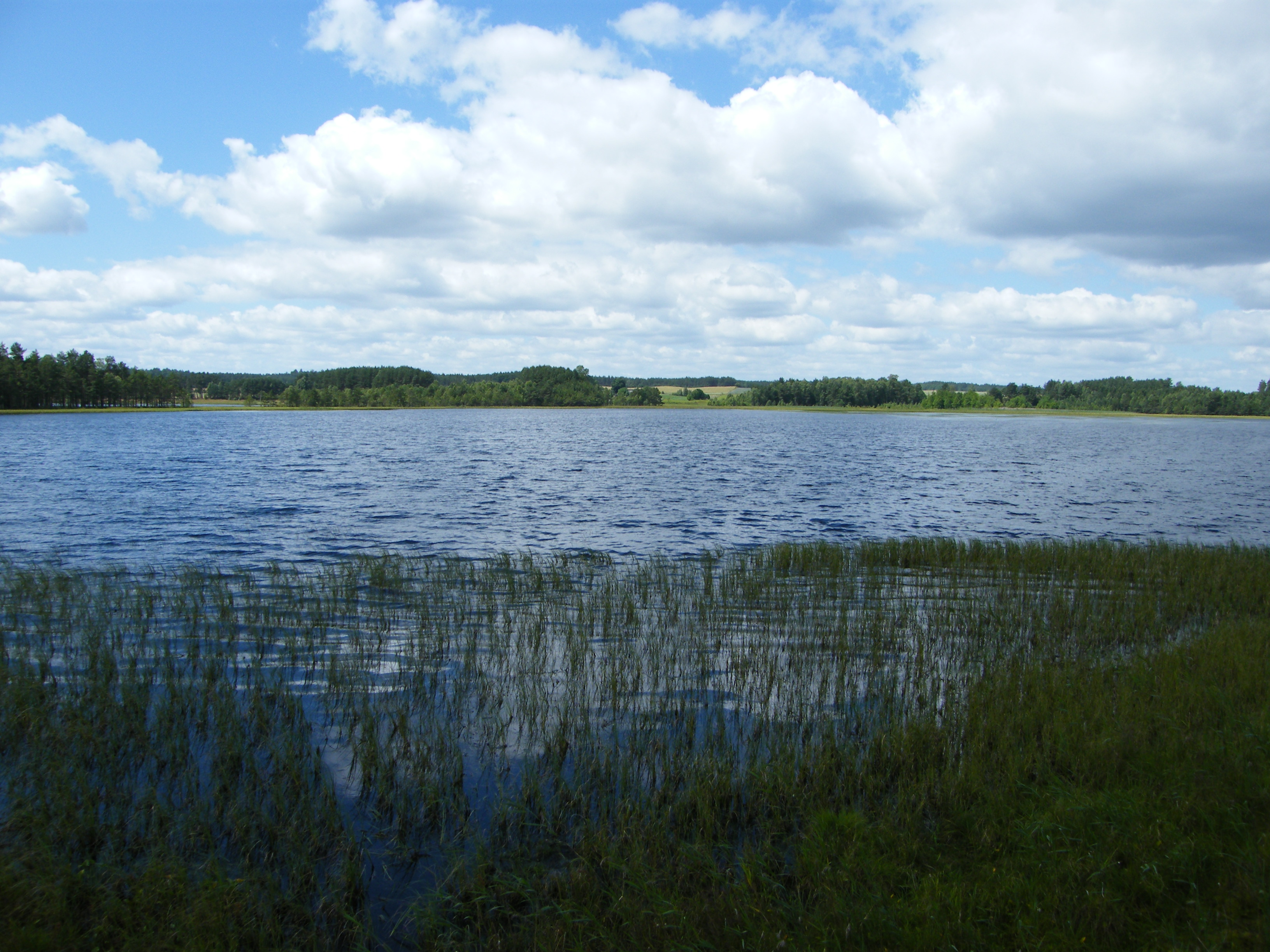

利普諾湖是波蘭的湖泊，位於該國北部，處於濱海省，長0.8公里、寬0.8公里，面積0.4平方公里，平均水深1米，最大水深6米，蓄水量43萬立方米。